# فریتز لانگر
فریتز لانگر (انگلیسی: Fritz Langner; ۸ اوت ۱۹۱۲ – ۲۵ ژانویهٔ ۱۹۹۸) بازیکن فوتبال اهل آلمان بود.